# Rue Mélingue
La rue Mélingue est une voie du 19e arrondissement de Paris, en France.

## Situation et accès

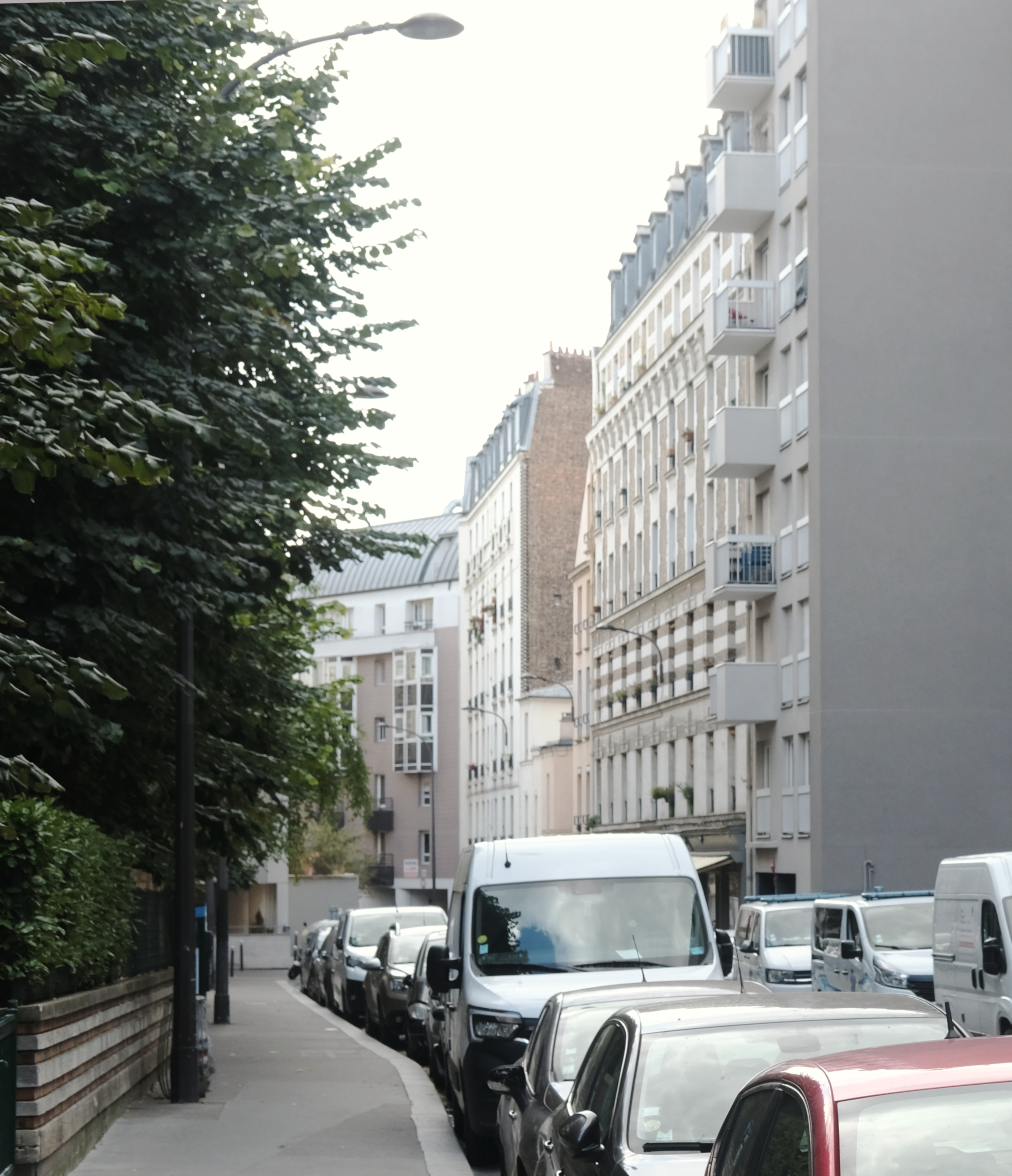
Rue Mélingue vue de la rue Fessart.

La rue Mélingue est une voie publique située dans le 19e arrondissement de Paris. Elle débute au 101, rue de Belleville et se termine au 29, rue Fessart.

## Origine du nom
Elle porte le nom de l'artiste dramatique Étienne Marcel Mélingue (1807-1875), mort à Belleville.

## Historique
C'est une voie publique qui est ouverte en 1897, entre la rue de Belleville et les nos 14, 17. La partie entre les nos 14, 17 et la rue Fessart portait auparavant le nom d'« impasse Fessart ». La dénomination actuelle, après l'ouverture, est donnée par un arrêté du 2 août 1899.

## Bâtiments remarquables et lieux de mémoire
- A été locataire à un numéro inconnu le journaliste Hervé Brusini dans les années 1980[1].
- No 23-25 : ancien emplacement des Établissements Jules Richard et du laboratoire et des bureaux du photographe aérien Roger Henrard (1900-1975)[2].